# 臺中市東勢區新盛國民小學
臺中市東勢區新盛國民小學是位於臺中市東勢區的一所國民小學，創校於1995年，附近有臺中市立東勢工業高級中等學校。

## 歷史

### 學校名稱
- 1993年，由設校促進委員會以所屬里名定名為「臺中縣東勢鎮新盛國民小學」。
- 1995年2月1日，設立「臺中縣勢鎮新盛國民小學」。
- 2010年，台中縣、市合併升格直轄市，更改校名為「臺中市東勢區新盛國民小學」。

### 大事記
- 1994年11月4日 東勢鎮新盛里（文小六）設校促進委員會決議：將學校名稱訂為「台中縣東勢鎮新盛國民小學」，83年11月11日報請臺中縣政府核轉台灣省教育廳核備，並委請東勢國小林錦堂校長為籌備主任。
- 1995年1月24日 縣政府八四府教國字14573號函該校於84年2月1日正式成立(省府八四府教四字第12022號函)。
- 1995年2月8日 八四府人一字第23779號令奉派 蘇金盤先生為該校首任校長，籌備辦公室設於東勢國小校內。
- 1995年10月18日 第1期校舍興建動土典禮。
- 1996年6月19日 第2期工程發包
- 1996年8月3日 由東勢國小迎接學生249名集體轉入該校。
- 1997年9月23日 創校週年暨新建校舍落成典禮。
- 1999年2月1日 蘇金盤校長榮調文雅國小，校務由吳錦森主任代理。
- 1999年8月1日 縣府聘請賴鎮球校長掌理該校校務
- 2000年 午餐開辦
- 2003年7月1日 游泳池落成啟用
- 2005年5月 辦理10週年校慶
- 2005年8月1日 縣府聘請吳錦森校長掌理該校校務
- 2006年5月 辦理11週年校慶
- 2007年8月1日 設立不分類資源班
- 2008年9月 資訊融入教學種子學校
- 2008年10月 執行健康促進計畫-健康體位中心學校
- 2009年7月20日 完成PU跑道工程
- 2009年9月16日 辦理台中縣2009山城盃校際游泳錦標賽
- 2010年5月1日 辦理15週年校慶暨社區聯合運動大會
- 2010年10月9日 辦理台中縣2010打造運動島-第二屆山城盃國中小校際游泳錦標賽
- 2010年11月 設置樂活教室、兩間群組教室、舞蹈韻律教室
- 2010年 台中縣、市合併升格直轄市，更改校名為「臺中市東勢區新盛國民小學」

## 歷任校長
1. 蘇金盤：1995年2月－1999年1月
  1. 吳錦森：1999年2月－1999年7月（代理）
2. 賴鎮球：1999年8月－2005年7月
3. 吳錦森：2005年8月－2011年7月
4. 詹鍾松：2012年8月－2016年7月
5. 陳美娟：2016年8月－2024年7月
6. 譚至皙：2024年8月－現任

## 外部連結
- 新盛國小